# Plecturocebus
Plecturocebus és un gènere de primats de la família dels pitècids. El gènere fou descrit per primera vegada en març 2016 i conté les espècies que anteriorment formaven els grups cupreus, donacophilus i moloch dins el gènere Callicebus. Es tracta de cal·licebins de mida petita i mitjana. Viuen a la part de la conca amazònica situada al sud de l'Amazones i el Napo. L'única excepció és el tití de Caquetá, que té una distribució més septentrional.